# Reality Show
| Оценки критиков | Оценки критиков |
| Источник        | Оценка          |
| --------------- | --------------- |
| AllMusic        | [ 1 ]           |
| Complex         | [ 2 ]           |
| Exclaim!        | 8/10            |
| HipHopDX        | 4/5             |
| Now             | 4/5             |
| Pitchfork Media | 8.1/10          |
| Slant Magazine  | [ 7 ]           |
| Spin            | 8/10            |

Reality Show — третий студийный альбом американской соул-певицы  Джазмин Салливан, изданный 13 января 2015 года на лейбле RCA.
7 декабря 2015 года был номинирован на премию Грэмми-2016 в категории Лучший R&B альбом.

## История
Reality Show дебютировал на 12 месте в США с тиражом 30 000 копий в первую неделю релиза.
Альбом получил в целом положительные отзывы музыкальной критики и интернет-изданий.
Альбом получил в целом 3 номинации на премию Грэмми. Кроме альбомной номинации (Лучший R&B альбом) одна из песен альбома («Let It Burn») получила две номинации в категориях Лучшая R&B песня и Best Traditional R&B Performance.
Журнал Pitchfork включил Reality Show в свой итоговый список 50 Лучших альбомов 2015 года («The 50 Best Albums of 2015»; № 44).

## Список композиций
| №   | Название                       | Автор(ы)                                                          | Продюсеры             | Длительность |
| --- | ------------------------------ | ----------------------------------------------------------------- | --------------------- | ------------ |
| 1.  | «Dumb» (при участии Meek Mill) | Jazmine Sullivan Salaam Remi Dwane Weir II Robert Williams        | Remi Key Wane         | 3:31         |
| 2.  | «Mascara»                      | Sullivan Weir II                                                  | Key Wane              | 4:13         |
| 3.  | «Brand New»                    | Sullivan Dacoury Natche Benjamin Freedlander                      | DJ Dahi               | 3:27         |
| 4.  | «Silver Lining»                | Sullivan Weir II                                                  | Key Wane              | 3:17         |
| 5.  | «#HoodLove»                    | Sullivan Charles Harmon                                           | Chuck Harmony         | 3:45         |
| 6.  | «Let It Burn»                  | Sullivan Weir II                                                  | Key Wane              | 3:43         |
| 7.  | «Veins»                        | Sullivan Weir II                                                  | Key Wane              | 3:50         |
| 8.  | «Forever Don't Last»           | Sullivan Birdsong Harmon                                          | Harmony               | 3:39         |
| 9.  | «Stupid Girl»                  | Sullivan Matt Wong Joe "JoeLogic" Gallagher Dan "Dilemma" Thomas  | JoeLogic Dilemma Wong | 2:54         |
| 10. | «Stanley»                      | Sullivan Marcos Palacios Ernest Clark Tony Russell Kevin Randolph | Da Internz            | 4:29         |
| 11. | «Masterpiece (Mona Lisa)»      | Sullivan Anthony Bell                                             | Bell JayFrance        | 4:05         |

| №   | Название      | Автор(ы)                       | При участии           | Длительность |
| --- | ------------- | ------------------------------ | --------------------- | ------------ |
| 12. | «If You Dare» | Sullivan Wong Gallagher Thomas | JoeLogic Dilemma Wong | 3:22         |

## Чарты
| Чарт (2015)                            | Высшая позиция |
| -------------------------------------- | -------------- |
| США (Billboard 200)                    | 12             |
| США (Billboard Digital Albums)         | 3              |
| США (Billboard Top R&B/Hip-Hop Albums) | 2              |

## Награды и номинации
| Год  | Организация   | Награда                                              | Результат | Ссылка |
| ---- | ------------- | ---------------------------------------------------- | --------- | ------ |
| 2016 | Grammy Awards | Премия «Грэмми» за лучший альбом в стиле ритм-н-блюз | Номинация | [ 9 ]  |
| 2016 | Grammy Awards | Лучшая R&B песня                                     | Номинация | [ 9 ]  |
| 2016 | Grammy Awards | Лучшее исполнение традиционного R&B                  | Номинация | [ 9 ]  |